# Білявський Дмитро Сергійович
Дмитро́ Сергі́йович Біля́вський (1999—2023) — солдат Збройних сил України, учасник російсько-української війни.

## Життєпис
Народився 9 червня 1999 року, житель села Гриньки Кременчуцького району Полтавської області. Навчався у Державному навчальному закладі «Іркліївський професійний аграрний ліцей», здобув освіту тракториста-машиніста.
Проходив строкову службу у в/ч Національної Гвардії 3059 м. Кременчук у 2019 році. Працював на різних роботах — був трактористом, столяром.
На початку повномасштабної війни добровольцем пішов у військкомат. Призваний на службу у березні 2022 року. Спочатку служив у в/ч НГУ 3059 м. Кременчука, згодом переведений до 16-го полку охорони громадського порядку імені генерал-майора Олександра Радієвського (в/ч НГУ 3036) м. Дніпро. Був у багатьох гарячих точках України, зокрема у Серебрянському лісництві (Кремінна).
Загинув 19 серпня 2023 року від смертельної вибухової травми в селищі Урожайне Волноваського району Донецької області.